# Нимич (село)
Нимич (тадж. Нимич) — деха́ (сельский населённый пункт) в Раштском районе Таджикистана. Входит в состав сельской общины (джамоата дехота) Джафр. Расстояние от села до центра района (пгт Гарм) — 32 км, до центра джамоата (село Джафр) — 12 км. Население — 3022 человек (2017 г.), таджики. Население в основном занято сельским хозяйством (животноводство и растениводство). Земли орошаются главным образом из канала Нимич.
До 1963 года был центром Джафрского кишлачного совета.
Расположен на правом берегу реки Сурхоб. Сёла ниже по течению — Нимичак, выше по течению — Муллобарот.